# 金江湍蛙
金江湍蛙（学名：Amolops jinjiangensis），一种分布于中华人民共和国云南省和四川省等地区的两栖动物，隶属于蛙科湍蛙属。模式产地为云南省德钦县奔子栏镇。

## 形态特征
金江湍蛙体型小，雄蛙体长44～54毫米，雌蛙体长58～65毫米。皮肤粗糙，体色变异较大，一般以绿色为主，杂以棕色斑点；四肢背面具横纹；咽部有深色云斑。